# Дукла (поїзд)
Дýкла — колишній фірмовий пасажирський потяг Укрзалізниці першого та другого класу комфортності регіонального сполучення № 7/8, який курсував щоденно цілий рік і здійснював перевезення за маршрутом Київ — Чоп складом Південно-Західної залізниці. Раніше курсував з Праги до Москви, потім до Києва. У 2000—2004 році мав назву «Влтава». Скасований 27 травня 2013 року.

## Інформація про курсування

### Москва— Прага
Потяг створений у другій половині 20 століття як Москва — Прага. На 1986 рік курсував таким графіком:
- Відправлявся зі станції Москва-Київська о 20:23[5], прибував на станцію Прага-Головна о 12:23 другого дня[6].
- Відправлення зі станції Прага-Головна було о 16:33, прибуття на станцію Москва-Київська о 13:32 другого дня.

Мав причіпні вагони: Москва — Карлові Вари, Ленінград — Прага, Київ — Прага, Москва — Ужгород, Чоп — Кошице, Чоп — Прага, Москва - Міловиці та Будапешт — Москва. Також причіпні вагони мала і Чехословацька залізниця

### Київ— Прага
В 1990-ті роки потяг був скорочений до Києва. На 2000 рік курсував таким графіком:
- Відправлявся зі станції Київ-Пасажирський о 22:06, прибував на станцію Прага-Головна о 06:47 другого дня, час у дорозі становив 33 год. 41 хв[12].
- Відправлення зі станції Прага-Головна було о 19:07, прибуття на станцію Київ-Пасажирський о 05:37 другого дня. Час у дорозі — 33 год. 30 хв.

Мав причіпні вагони: Одеса — Прага, Одеса — Відень, Київ — Відень, Київ — Братислава, Чернігів — Чоп, Одеса — Чоп, Львів — Прага, Львів — Відень, Чоп — Кошице, Чоп — Прага.
Пізніше маршрут було скорочено до Чопа, залишивши лише причіпні та безпересадкові вагони (Київ — Братислава, Київ — Відень, Київ — Белград, Київ — Салоніки, Київ — Прага, Київ — Вроцлав, Київ — Софія), які були скасовані восени 2011 року

### Київ— Чоп
До відміни потягу курсував таким графіком:
- Відправлявся зі станції Київ-Пасажирський о 23:02, прибував на станцію Чоп о 14:20, час у дорозі становив 15 год. 18 хв.

На станцію Львів поїзд прибував о 08:28, а вирушав о 08:54. На станції Лавочне потяг зупинявся для причіпки додаткового заднього локомотива. Зупинка тривала 10 хвилин (11:25—11:35). Для необхідності фірмовий потяг ще зупинявся на станції Скотарське для перевірки тиску повітря в гальмівних колодках при спуску з перевалу. Остаточно рекуперація закінчувалася на станції Воловець, де локомотиви-тримачі відчіплялися. Зупинка при цьому займала до 8 хвилин (12:10—12:18).
- Відправлення зі станції Чоп було о 18:13, прибуття на станцію Київ-Пасажирський о 10:08, час у дорозі — 15 год. 55 хв.

На станції Воловець здійснювалася причіпка додаткових локомотивів для утримання потягу на перевалі. Зупинка становила 10 хвилин (20:25—20:35). Наступна технічна зупинка відбувалася на станції Лавочне, коли від потягу відчіплялися передній та задній тримачі. Стоянка займала 8 хвилин (21:10—21:18). Потяг прибував до Львова о 23:55, а вирушав о 00:27.
На маршруті зупинявся у Козятині, Вінниці, Хмельницькому, Тернополі, Львові, Стрию, Сколе, Славську, Воловці, Сваляві, санаторії «Карпати», Мукачевому.
27 травня поїзд № 7 сполученням Київ — Чоп було скасовано. За словами начальника Головного пасажирського управління «Укрзалізниці» Олександра Іванька, це пов'язано з тим, що 70 % пасажирів, які їхали в зазначеному поїзді, їздили між Києвом і Тернополем. В результаті З 27 травня на його місце було введено новий маршрут швидкісного поїзда класу Інтерсіті+ сполученням Київ — Тернопіль.

## Склад потяга
Потяг складався із 16 фірмових вагонів, формування вагонного депо Київ-Пасажирський Південно-Західної залізниці.
На всьому маршруті потяг вели три локомотивні бригади:
- Київ — Хмельницький;
- Хмельницький — Львів;
- Львів — Чоп.